# Arquebisbat de Tlalnepantla
L'arquebisbat de Tlalnepantla (espanyol: Arquidiócesis de Tlalnepantla, llatí: Archidioecesis Tlalnepantlana) és una seu metropolitana de l'Església Catòlica a Mèxic, que pertany a la regió eclesiàstica Metro-Circundante. El 2014 tenia 1.984.400 batejats sobre una població de 2.322.091 habitants. Actualment està regida per l'arquebisbe cardenal Carlos Aguiar Retes.

## Territori
L'arxidiòcesi comprèn part de l'estat mexicà de Mèxic.
La seu episcopal és la ciutat de Tlalnepantla de Baz, on es troba la catedral del Corpus Domini.
El territori s'estén sobre 682 km², i està dividit en 203 parròquies.

## Organització
L'arxidiòcesi està organitzada en set zones pastorals:
- Zona pastoral 1 de Corpus Christi
- Zona pastoral 2 de San Bartolomé Apóstol
- Zona pastoral 3 de San Felipe de Jesús
- Zona pastoral 4 de San Francisco de Asís
- Zona pastoral 5 de San Andrés Apóstol
- Zona pastoral 6 de San Antonio de Padua
- Zona pastoral 7 de Nuestra Señora de los Remedios.

## Història
La diòcesi de Tlalnepantla va ser erigida el 13 de gener de 1964 mitjançant la butlla Aliam ex aliis del Papa Pau VI, prenent el territori del bisbat de Texcoco i de l'arquebisbat de Mèxic. Originàriament era sufragània d'aquesta darrera.
El 5 de febrer de 1979 cedí part del seu territori per tal que d'erigís el bisbat de Cuautitlán.
El 17 de juny de 1989 va ser elevada al rang d'arxidiòcesi metropolitana, en virtut de la butlla Quoniam ut plane del Papa Joan Pau II, formant la província eclesiàstica de Tlalnepantla, amb els bisbats de Cuautitlán, Nezahualcóyotl i Texcoco com a sufragànies.
El 28 de juny de 1995 cedí una altra porció de territori a benefici de l'erecció del bisbat d'Ecatepec, que s'afegí com a sufragània de la província de Tlalnepantla.

## Cronologia episcopal
- Felipe de Jesús Cueto González, O.F.M. † (13 de gener de 1964 - 28 de maig de 1979 jubilat)
- Adolfo Antonio Suárez Rivera † (8 de maig de 1980 - 8 de novembre de 1983 nomenat arquebisbe de Monterrey)
- Manuel Pérez-Gil y González † (30 de març de 1984 - 14 de febrer de 1996 mort)
- Ricardo Guízar Díaz † (14 d'agost de 1996 - 5 de febrer de 2009 jubilat)
- Carlos Aguiar Retes, des del 5 de febrer de 2009

## Estadístiques
A finals del 2014, la diòcesi tenia 1.984.400 batejats sobre una població de 2.322.091 persones, equivalent al 85,5% del total.
| any  | població  | població  | població | sacerdots | sacerdots       | sacerdots       | sacerdots             | diaques | religiosos | religiosos | parròquies |
| ---- | --------- | --------- | -------- | --------- | --------------- | --------------- | --------------------- | ------- | ---------- | ---------- | ---------- |
| any  | batejats  | total     | %        | total     | clergat secular | clergat regular | batejats por sacerdot | diaques | homes      | dones      |            |
| 1966 | 670.520   | 681.400   | 98,4     | 148       | 84              | 64              | 4.530                 |         | 154        | 229        | 38         |
| 1970 | 1.080.000 | 1.100.000 | 98,2     | 226       | 172             | 54              | 4.778                 |         | 159        | 355        | 128        |
| 1976 | 2.685.000 | 2.750.000 | 97,6     | 374       | 280             | 94              | 7.179                 | 7       | 186        | 480        | 208        |
| 1980 | 3.140.000 | 3.250.000 | 96,6     | 293       | 192             | 101             | 10.716                | 12      | 227        | 550        | 220        |
| 1990 | 3.433.000 | 3.769.000 | 91,1     | 257       | 198             | 59              | 13.357                | 4       | 123        | 227        | 153        |
| 1999 | 3.082.003 | 3.312.163 | 93,1     | 283       | 215             | 68              | 10.890                | 7       | 134        | 267        | 124        |
| 2000 | 3.119.079 | 3.341.265 | 93,4     | 293       | 220             | 73              | 10.645                | 8       | 139        | 291        | 134        |
| 2001 | 3.119.204 | 4.753.807 | 65,6     | 303       | 230             | 73              | 10.294                | 8       | 141        | 314        | 140        |
| 2002 | 3.207.022 | 3.480.000 | 92,2     | 333       | 255             | 78              | 9.630                 | 8       | 138        | 355        | 193        |
| 2003 | 3.494.077 | 3.982.000 | 87,7     | 353       | 258             | 95              | 9.898                 | 9       | 172        | 372        | 192        |
| 2004 | 2.864.699 | 3.264.734 | 87,7     | 373       | 263             | 110             | 7.680                 | 11      | 162        | 420        | 192        |
| 2010 | 3.184.000 | 3.980.000 | 80,0     | 342       | 266             | 76              | 9.309                 | 11      | 136        | 296        | 200        |
| 2014 | 1.984.400 | 2.322.091 | 85,5     | 304       | 261             | 43              | 6.527                 | 11      | 137        | 255        | 203        |